# Вазиньи
Вазиньи́ (фр. Wasigny) — коммуна во Франции, находится в регионе Шампань — Арденны. Департамент коммуны — Арденны. Входит в состав кантона Новьон-Порсьен. Округ коммуны — Ретель.
Код INSEE коммуны — 08499.
Коммуна расположена приблизительно в 170 км к северо-востоку от Парижа, в 80 км севернее Шалон-ан-Шампани, в 30 км к юго-западу от Шарлевиль-Мезьера.

## Население
Население коммуны на 2008 год составляло 348 человек.
| 1962 | 1968 | 1975 | 1982 | 1990 | 1999 | 2008 |
| ---- | ---- | ---- | ---- | ---- | ---- | ---- |
| 453  | 494  | 406  | 345  | 331  | 319  | 348  |

## Экономика
В 2007 году среди 207 человек в трудоспособном возрасте (15—64 лет) 123 были экономически активными, 84 — неактивными (показатель активности — 59,4 %, в 1999 году было 63,5 %). Из 123 активных работали 97 человек (66 мужчин и 31 женщина), безработных было 26 (13 мужчин и 13 женщин). Среди 84 неактивных 18 человек были учениками или студентами, 16 — пенсионерами, 50 были неактивными по другим причинам.

## Достопримечательности
- Ферма (XVII—XVIII века). Исторический памятник с 1946 года.[3]
- Крытый рынок. Исторический памятник с 1927 года.[4]

## Фотогалерея

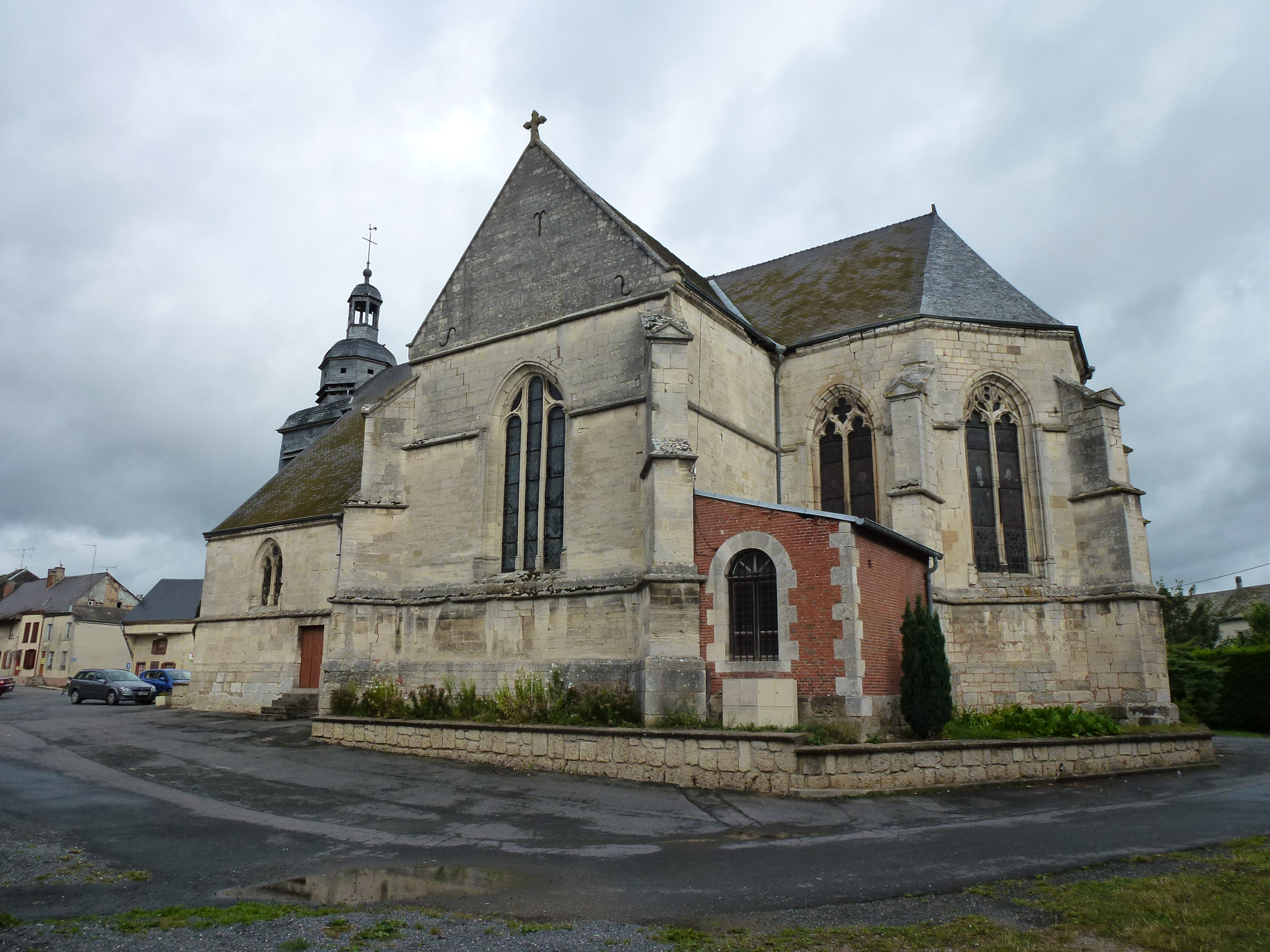
Церковь Сен-Реми
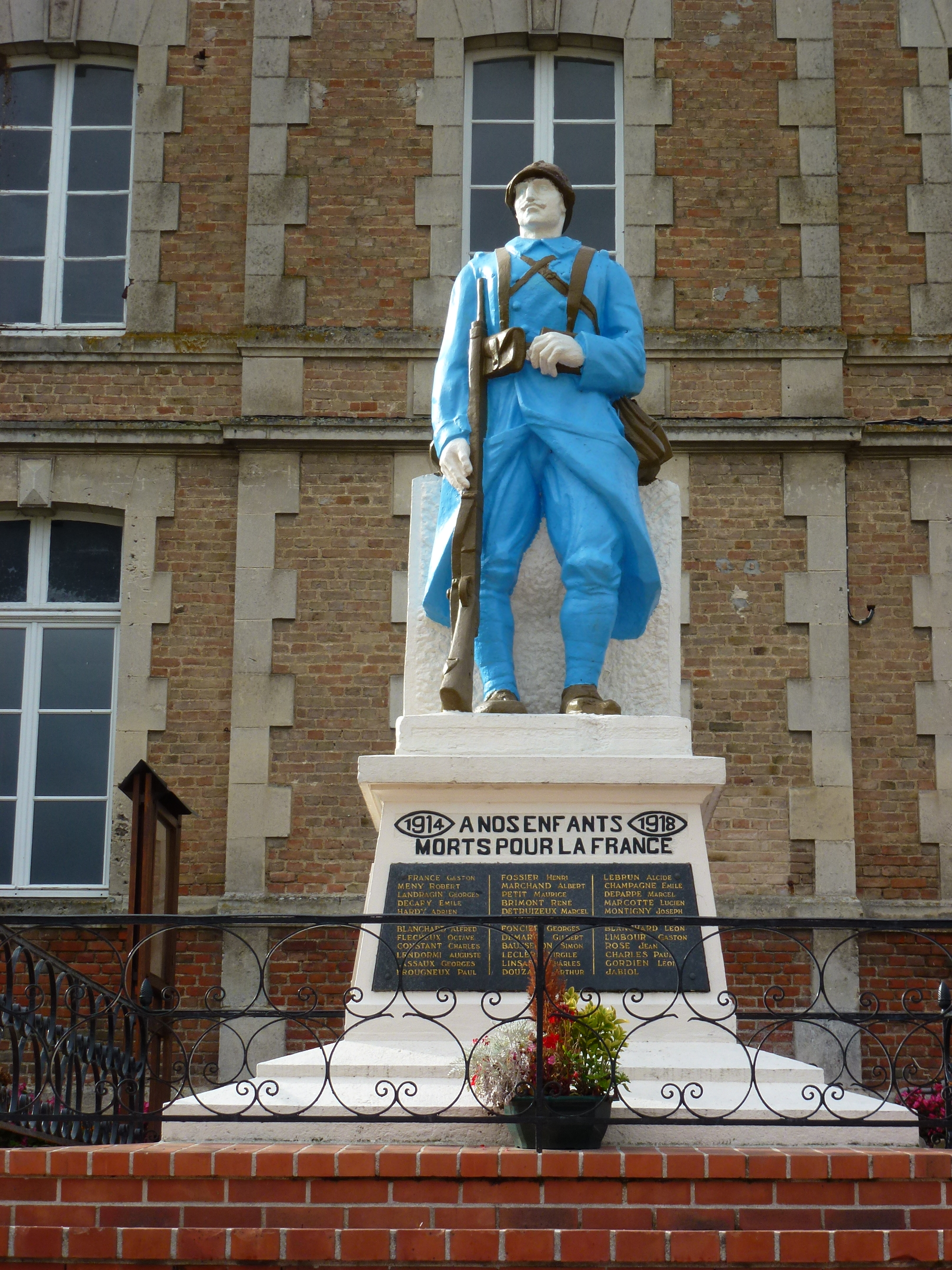
Памятник погибшим в Первой мировой войне
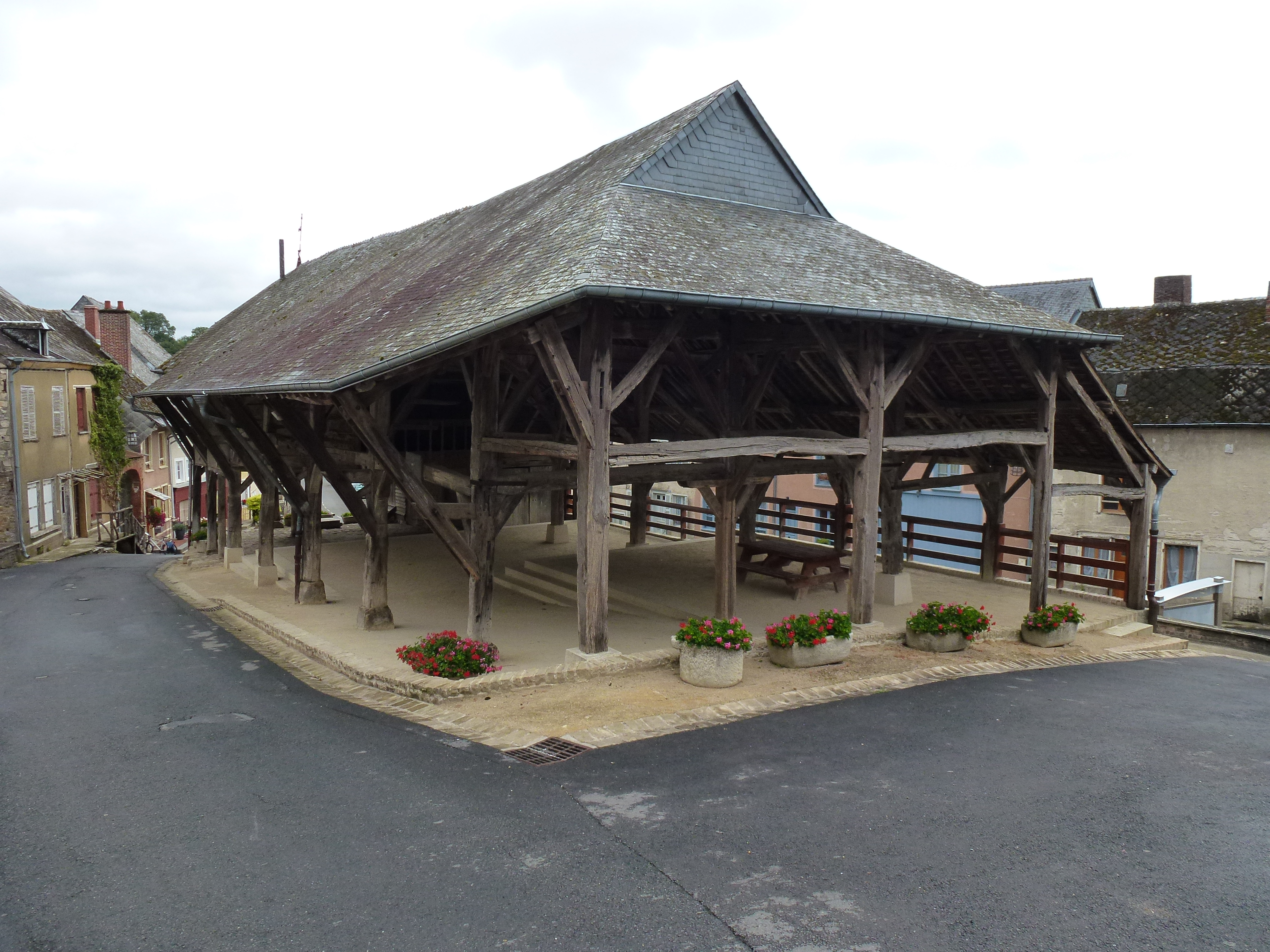
Крытый рынок
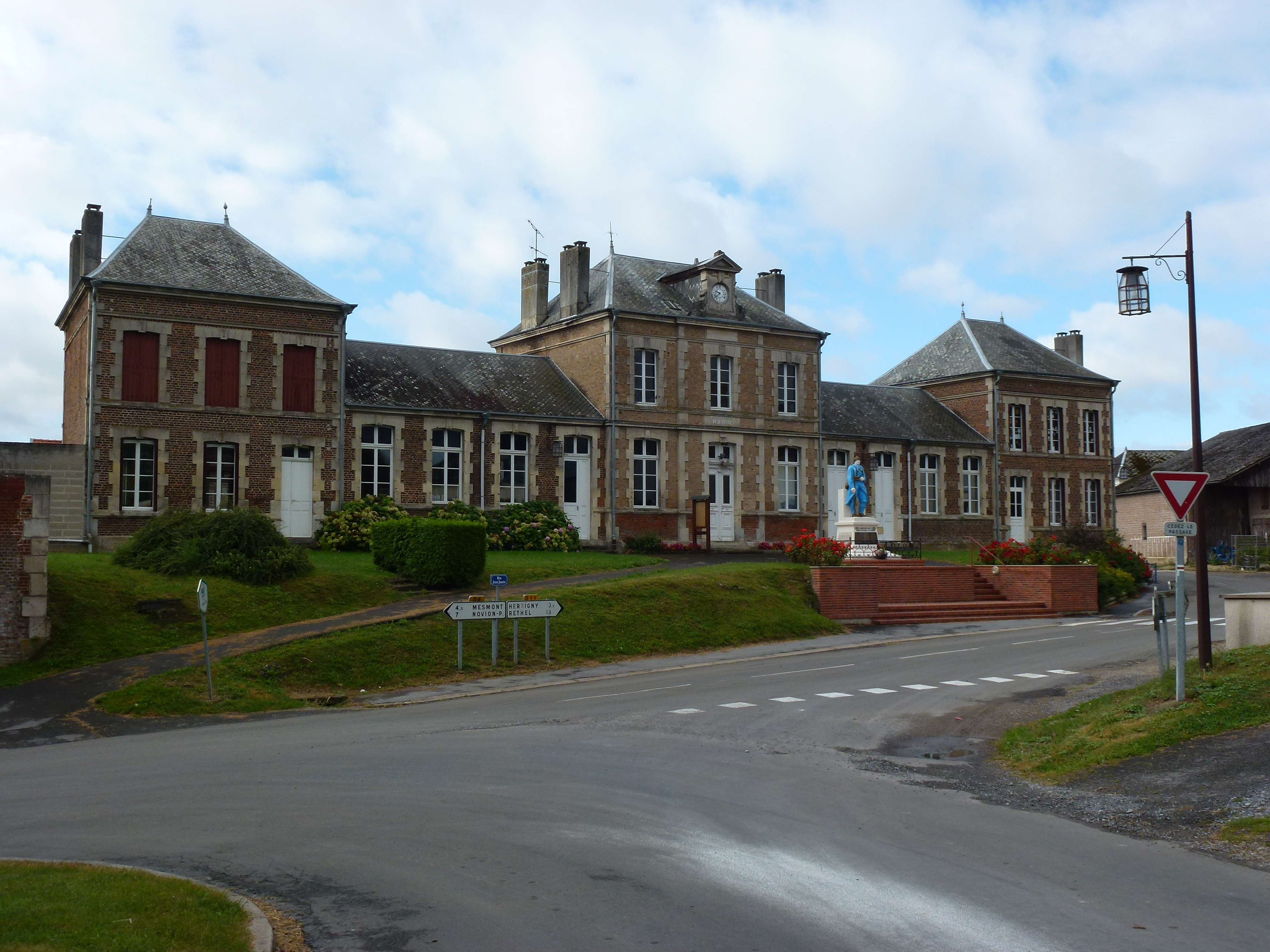
Мэрия